# Halotydeus destructor
Halotydeus destructor är en spindeldjursart som först beskrevs av Tucker 1925.  Halotydeus destructor ingår i släktet Halotydeus och familjen Penthaleidae. Inga underarter finns listade i Catalogue of Life.